# Прапор Локерена
Прапор Локерена представляє місто Локерен в бельгійській провінції Східна Фландрія і складається з двох чорних рівносторонніх трикутників і двох білих рівнобедрених трикутників. Таким чином, чорні трикутники знаходяться на білому полі, вертикально дзеркально відображені один навпроти одного. У лівому трикутнику зображена ріпа, яка зображена на кількох прапорах міст і муніципалітетів історичного Ваасланду. Прапор має співвідношення сторін 2:3.
Кольори прапора походять від гербів колишніх муніципалітетів Ексаарде та Локерен, тоді як ріпа, зображена на колишньому гербі Локерена, використовується в гербі нинішнього герба Локерена. 

Офіційно прапор описується так: 
Поділяється косою на білу і чорну частини з зеленолистою білою ріпою з боку древка

Герб Локерена
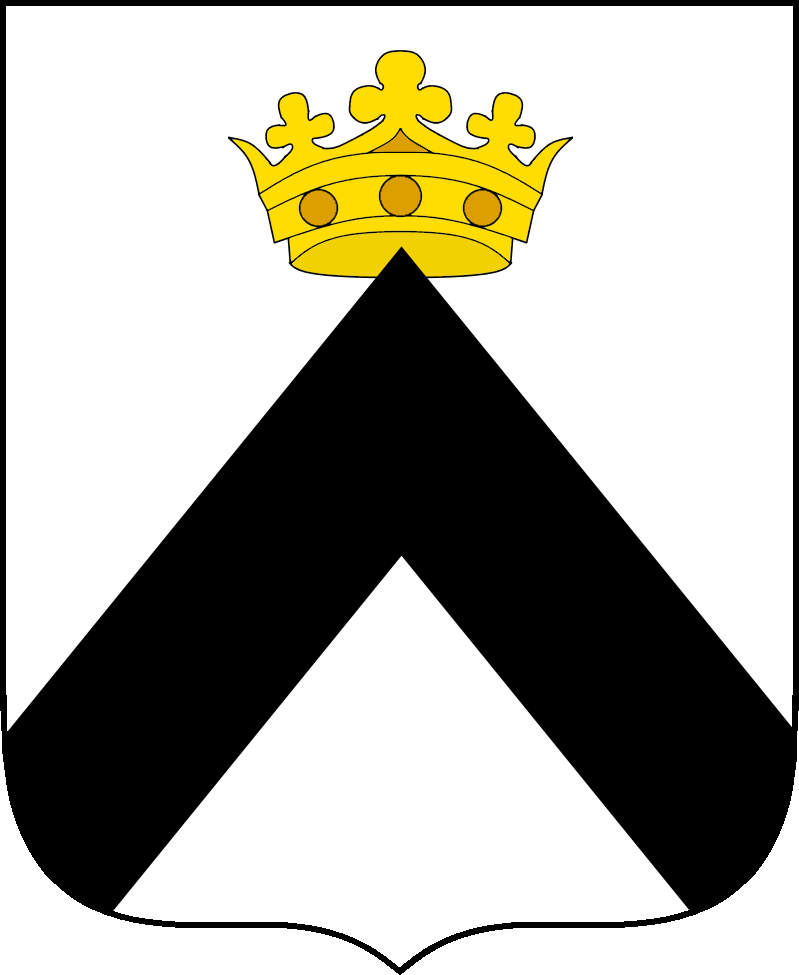
Герб Ексаарде

## Історія
Прапор був офіційно затверджений муніципальною радою 29 квітня 1985 року як муніципальний прапор східнофламандського муніципалітету Локерен.
11 березня 1986 року муніципальний прапор було оголошено рухомою спадщиною тодішнім міністром культури комуни Патріком Деваелем, а потім підтверджено урядом Фландрії та нарешті опубліковано 8 липня 1986 року в офіційному бельгійському державному віснику.

Муніципальний прапор більше не використовується на вулицях Локерена. Замість цього зазвичай використовують прапор із логотипом міста Локерен.

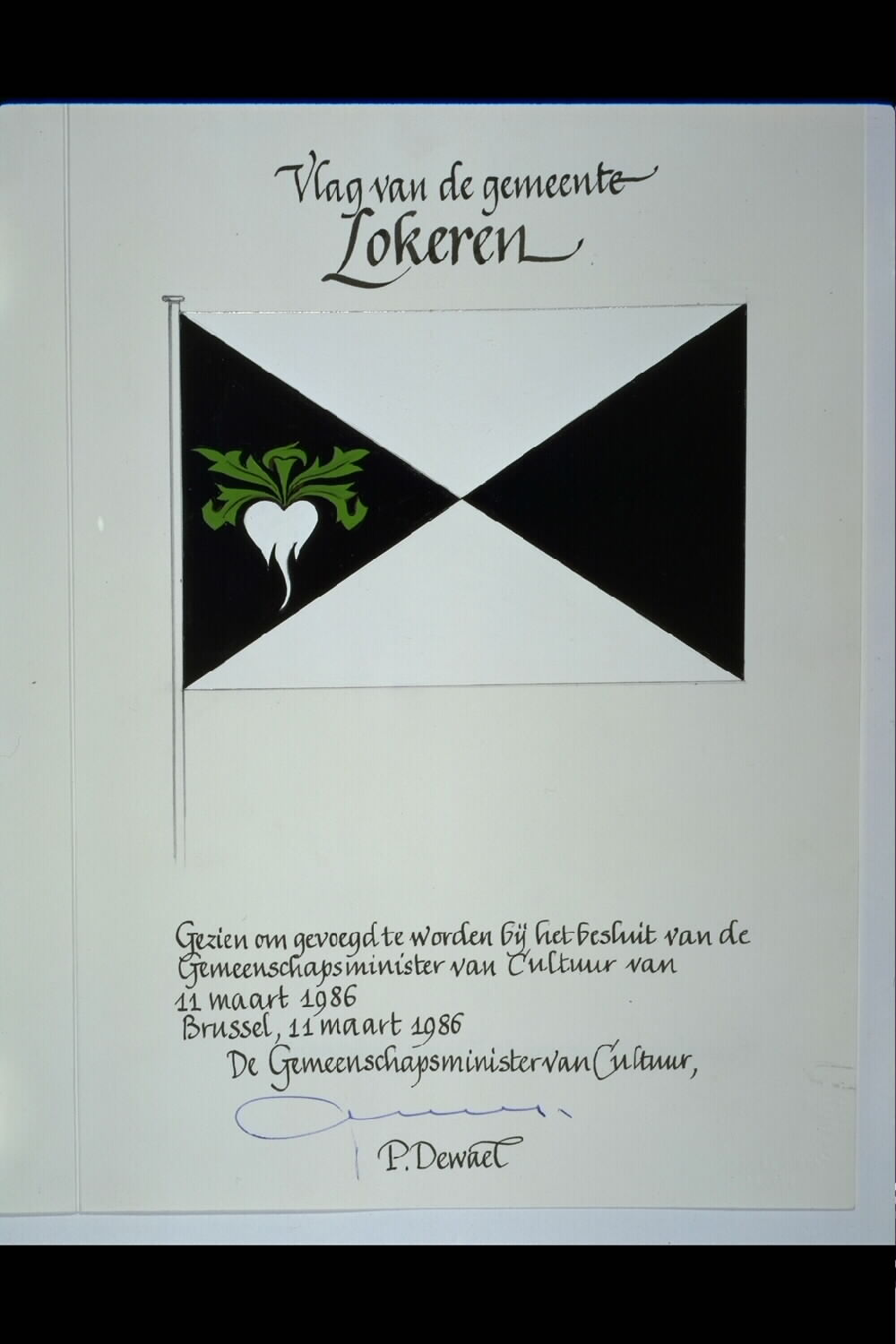
Декларація про статус рухомої спадщини